# Ханс Рюд фон Коленберг
Ханс Рюд фон Коленберг (на немски: Hans Rüd von Collenberg; † 1361/29 септември 1378) е рицар от франкския род Рюд фон Коленберг в Долна Франкония, Бавария
Той е син на Конрад Рюд фон Коленберг († 27 декември 1377), бургграф на замъците Вилденбург и Щаркенбург в Рейнланд-Пфалц, и съпругата му Уда фон Заксенхайм († сл. 1364).
Родът Рюд фон Коленберг получава ок. 1250 г. замък Коленбург в Коленберг от Немския орден. Замъкът е близо до Милтенберг.
Ханс Рюд фон Коленберг умира вероятно бездетен.

## Фамилия
Ханс Рюд фон Коленберг се жени за Гуда фон Бомерсхайм и втори път за Елза фон Кронберг. († 1395/1397), дъщеря на Франк VIII фон Кронберг († 1378) и ландграфиня Лорета фон Райфенберг († сл. 1367), дъщеря на Куно IV фон Райфенберг ландграф в Елзас († 1368/1370).
Елза фон Кронберг се омъжва втори път пр. 19 май 1379 г. за дипломата Ханс V фон Хиршхорн († 18 ноември 1426).